# Esténelo (hijo de Capaneo)

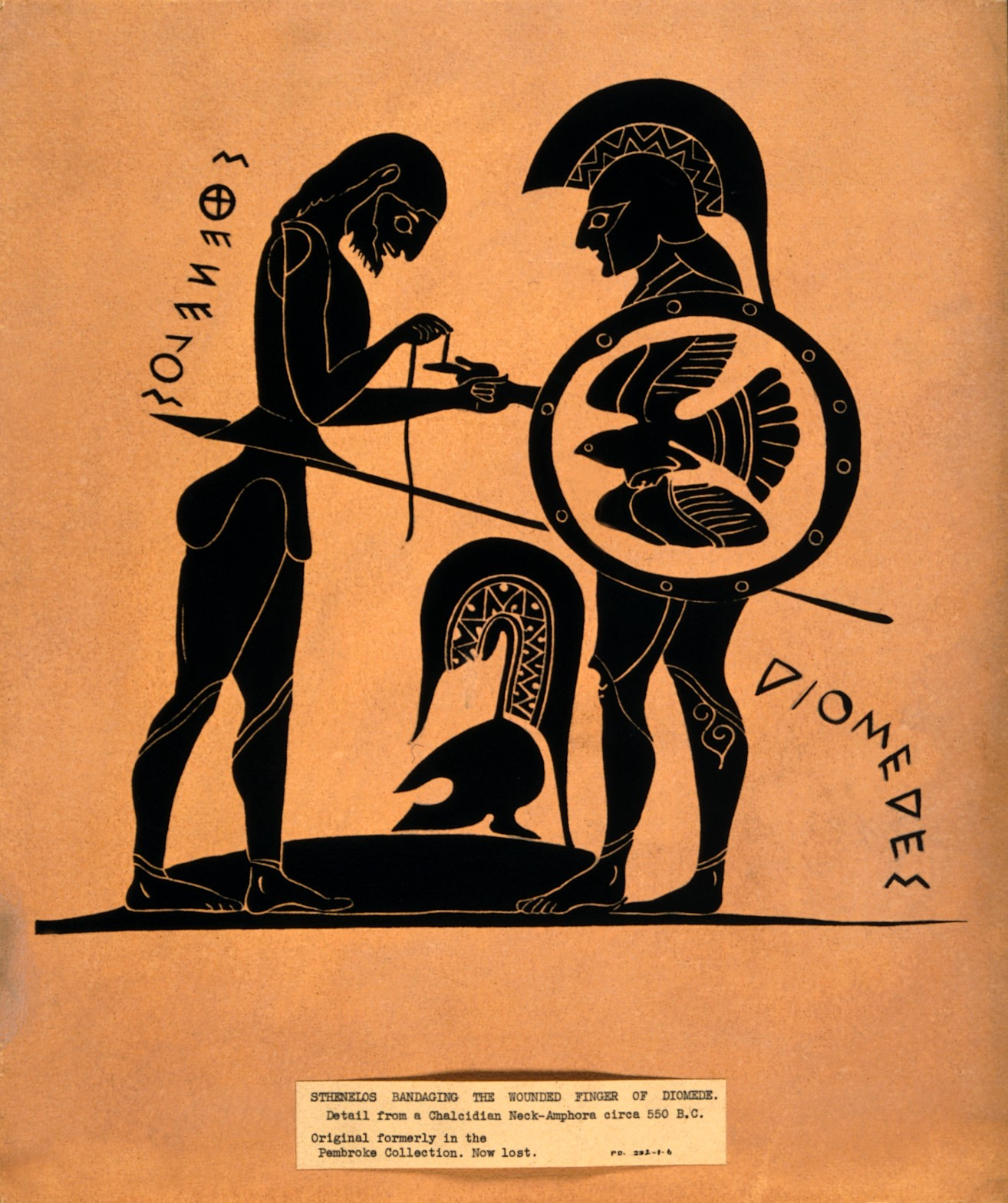
Estéleno vendando el dedo herido de Diomedes. Dibujo a tinta según un ánfora de cuello calcídica c. 550 a. C.

En la mitología griega, Esténelo era un rey de Argos, hijo de Capaneo y Evadne. En la Ilíada alardea de haber capturado junto con los otros epígonos la ciudad de Tebas, aunque tenían menos hombres que su padre, uno de los siete contra Tebas, quienes murieron intentando la misma cosa porque desobedecieron a los dioses. Luchó al lado de Diomedes y los otros argivos en la Guerra de Troya, y fue uno de los hombres que se escondieron en el caballo de Troya. Como descendiente de Proteo, gobernó con Diomedes la mitad del reino de Argos que pertenecía a Ifis tras la muerte de Adrasto y Egialeo. Sus hijos fueron Cilarabes y Cometes.